# Nhà hát Carver

Nhà hát Carver, hiện nay được chính thức biết đến với tên gọi Trung tâm Nghệ thuật Biểu diễn Carver, là một nhà hát tọa lạc tại trung tâm của thành phố Birmingham, Alabama, tiểu bang Alabama, Mỹ. Trong thời kỳ nó còn là một nhà hát chiếu phim hoạt hình, nó nổi tiếng là một nơi người Mỹ gốc Phi có thể vào xem những bộ phim đầu tiênl trong thời kỳ đó, chỉ có người da trắng mới được cho phép vào phần lớn các nhà hát vì quy định của các luật phân biệt.
Nhà hát Carver hiện nay là một địa điểm biểu diễn trực tiếp với 527 chỗ, là rạp chính của Alabama Jazz Hall of Fame.

## Lịch sử
Tọa lạc tại góc Đại lộ Bắc thứ tư và Phố Bắc thứ 17, rạp Carver được mở cửa năm 1935. Trong một đợt nâng cấp năm 1945, nhà hát được trang bị thêm nhiều trang thiết bị, bao gồm 1300 ghế có kiểu mới nhất, điều hòa không khí, nâng cấp hệ thống âm thanh và chiếu phim.
Đại lộ Bắc thứ tư là nơi từn diễn ra nhiều cuộc diễu hành của Phong trào Dân quyền Mỹ. Chính quyền thành phố Birmingham đã tìm cách cải thiện khu vực nơi diễn ra các sự kiện của Phong trào này nên đã mua nhà hát Carver năm 1990 và đã cải hoán thành một nhà hát cho các buổi biểu diễn trực tiếp, và với mục tiêu làm cho Cộng đồng người Mỹ gốc Phi nhớ đến Nhà hát Carver năm nào. Từ khi mở cửa lại, Carver đã tổ chức nhiều buổi biểu diễn của Duke Ellington, Lionel Hampton, syndicated radio của Tom Joyner.